# Proctorville, Ohio
Proctorville là một làng thuộc quận Lawrence, tiểu bang Ohio, Hoa Kỳ. Năm 2010, dân số của làng này là 574 người.

## Dân số
- Dân số năm 2000: 620 người.
- Dân số năm 2010: 574 người.